# واری، سون-ا-لوآر
واری، سون-ا-لوآر (به فرانسوی: Vareilles, Saône-et-Loire) یک کمون در فرانسه است که ناحیه بورگونی-فرانش-کنته واقع شده‌است.

## خصوصیات
واری ۸٫۶۲ کیلومترمربع مساحت و ۲۰۸ نفر جمعیت دارد و ۴۰۰ متر بالاتر از سطح دریا واقع شده‌است.